# Gran Premio De Nardi
Il Gran Premio De Nardi è una corsa in linea maschile di ciclismo su strada che si disputa ogni marzo a Castello Roganzuolo, frazione del comune di San Fior, in Italia. Riservata a Elite e Under-23, è parte del calendario nazionale della FCI come prova di classe 1.19.

## Albo d'oro
| Anno | Vincitore          | Secondo             | Terzo                 |
| ---- | ------------------ | ------------------- | --------------------- |
| 2000 | Denis Bertolini    |                     |                       |
| 2001 |                    |                     |                       |
| 2002 |                    |                     |                       |
| 2003 |                    |                     |                       |
| 2004 |                    |                     |                       |
| 2005 |                    |                     |                       |
| 2006 |                    |                     |                       |
| 2007 |                    |                     |                       |
| 2008 | Gianpaolo Biolo    | Alex Buttazzoni     | Valentino Borghesi    |
| 2009 | Filippo Baggio     | Maciej Paterski     | Alessandro Bernardini |
| 2010 | Daniele Aldegheri  | Marco Coledan       | Gideoni Monteiro      |
| 2011 | Sonny Colbrelli    | Loris Paoli         | Daniele Aldegheri     |
| 2012 | Alberto Cecchin    | Andrea Peron        | Marco Gaggia          |
| 2013 | Fabio Chinello     | Nicolas Marini      | Matteo Collodel       |
| 2014 | Federico Zurlo     | Daniele Cavasin     | Marco Gaggia          |
| 2015 | Marco Gaggia       | Gianluca Milani     | Federico Sartor       |
| 2016 | Edoardo Affini     | Marco Maronese      | Mirco Sartori         |
| 2017 | Leonardo Bonifazio | Daniele Cazzola     | Michael Bresciani     |
| 2018 | Moreno Marchetti   | Alberto Dainese     | Giovanni Lonardi      |
| 2019 | Stefano Cerisara   | Giulio Masotto      | Martin Marcellusi     |
| 2020 | non disputato      | non disputato       | non disputato         |
| 2021 | non disputato      | non disputato       | non disputato         |
| 2022 | Nicolás Gómez      | Alberto Bruttomesso | Andrea Biancalani     |
| 2023 | Daniel Skerl       | Alberto Bruttomesso | Giovanni Zordan       |